# Martin Loublier
Le bienheureux Martin Loublier (17 octobre 1733 - 3 septembre 1792) est un prêtre de Condé-sur-Sarthe (Orne), béatifié par le pape Pie XI le 17 octobre 1926.

## Biographie
Né en 1733, il fit ses études au séminaire de Sées, et devint sous-diacre en 1755.
À partir de 1766, il est curé de Condé-sur-Sarthe. Membre de l'Assemblée du département d'Alençon en 1787, il est élu commissaire pour la rédaction des cahiers de doléances du clergé du bailliage secondaire d'Alençon en 1789.
Il est élu maire de Condé-sur-Sarthe en 1790

## Sources
- Politique et religion au début de la Révolution française. Martin Loublier, curé et maire de Condé-sur-Sarthe - J.C. Martin - Archives de l'Orne